# Lamadelaine
Ne doit pas être confondu avec Lamadeleine.
Lamadelaine (luxembourgeois : Rolleng, allemand : Rollingen) est une section de la commune luxembourgeoise de Pétange située dans le canton d'Esch-sur-Alzette.
Elle compte environ 3 000 habitants. On y trouve le Titelberg, emplacement d'un oppidum trévire et d'un vicus gallo-romain.
Le village est desservi par une gare ferroviaire située à mi-chemin avec la localité de Pétange.